# Chloeia parva
Chloeia parva är en ringmaskart som beskrevs av Baird 1868. Chloeia parva ingår i släktet Chloeia och familjen Amphinomidae. Inga underarter finns listade i Catalogue of Life.